# Markéta Štolová
Markéta Štolová (* 1. Oktober 2000) ist eine tschechische Hürdenläuferin, die sich auf die 100-Meter-Distanz spezialisiert hat.

## Sportliche Laufbahn
Erste internationale Erfolge erzielte Markéta Štolová bei den 2016 erstmals ausgetragenen Jugendeuropameisterschaften in Tiflis, bei denen sie bis in das Halbfinale gelangte und dort mit 14,06 s ausschied. Im Jahr darauf nahm sie an den U18-Weltmeisterschaften in Nairobi teil und belegte dort in 13,52 s den sechsten Platz. 2019 erreichte sie dann bei den U20-Europameisterschaften im schwedischen Borås in 13,56 s Rang vier. 2021 gelangte sie bei den Halleneuropameisterschaften in Toruń ins Halbfinale über 60 m Hürden und schied dort mit 8,20 s aus. Im Juli belegte sie dann bei den U23-Europameisterschaften in Tallinn mit Saisonbestleistung von 13,28 s auf den siebten Platz.
2021 wurde Štolová tschechische Meisterin im 100-Meter-Hürdenlauf sowie 2020 Hallenmeisterin über 60 m Hürden.

## Persönliche Bestleistungen
- 100 m Hürden: 13,25 s (+1,9 m/s), 17. Juli 2021 in Graz
  - 60 m Hürden (Halle): 8,12 s, 30. Januar 2021 in Prag